# Peter Krenický
Peter Krenický (* 13. července 1956 Ďačov, okres Sabinov) je slovenský řeckokatolický kněz a misionář, který působí na Ukrajině.
V Bratislavě vystudoval bohosloveckou fakultu a v roce 1982 byl vysvěcen na kněze. Jako biritualista slouží řeckokatolické i římskokatolické mše. Jako kněz působil v Levoči, Prešově a ve Staré Ľubovni. Absolvoval půlroční misionářskou školu v polském Glogově a 7 měsíců sloužil v českých Podbořanech u Žatce. Jeden rok se duchovně připravoval na misie v poustevně řádu kamaldulů u polského Krakova. Tři měsíce pracoval s Romy na východním Slovensku a v roce 1993 přišel vystřídat starého kněze v ukrajinské Zakarpatské oblasti ve městě Usť-Čorna. V roce 2003 se stal děkanem ve městě Ťačiv a ve zdejším okrese spravoval 36 farností.
Za jeho působení zde bylo opraveno či postaveno množství kostelů a byla zřízena charitní pečovatelská služba. Věnoval se humanitární práci s podporou českých křesťanů a vedl projekt Adopce na dálku, díky kterému byly ve vzdělávání podpořeny stovky místních dětí. O projektu v roce 2004 natočila režisérka Olga Sommerová dokument Děti pod Karpaty. V roce 2004 zde za pomoci Diecézní charity ostravsko-opavské vybudoval Domov radostného stáří pro 15 seniorů. Projekt Adopce na dálku zaměřil také na seniory.
Roku 2010 odešel na nové působiště ve městě Melitopol v Záporožské oblasti. Po ruské invazi na Ukrajinu jej v listopadu 2022 ruští vojáci zajali, zbili a deportovali.